# Mount Bergne
Mount Bergne är ett berg i Kanada.   Det ligger i provinsen Alberta, i den centrala delen av landet, 3 100 km väster om huvudstaden Ottawa. Toppen på Mount Bergne är 2 541 meter över havet.
Terrängen runt Mount Bergne är bergig. Trakten runt Mount Bergne är nära nog obefolkad, med mindre än två invånare per kvadratkilometer.. Det finns inga samhällen i närheten. 
Trakten runt Mount Bergne består i huvudsak av gräsmarker.